# Indiana Jones (franchise)
Az Indiana Jones öt kalandfilmből, egy televíziós sorozatból, valamint számos regényből, képregényből és videójátékból álló amerikai médiafranchise, melyet George Lucas alkotott meg. Középpontjában a fiktív régészprofesszor Dr. Henry Walton "Indiana" Jones, Jr. áll, akit a filmekben Harrison Ford alakít.
A sorozat 1981-ben kezdődött Az elveszett frigyláda fosztogatói című filmmel. Ezt követte előzményfilmként az Indiana Jones és a végzet temploma (1984), majd az 1989-es folytatás, Az utolsó kereszteslovag. Majd két évtizeddel később, 2008-ban jelent meg az Indiana Jones és a kristálykoponya királysága, 2023-ban pedig az ötödik, befejező rész, az Indiana Jones és a sors tárcsája. Az első négy filmet Steven Spielberg rendezte, együttműködve a sorozatot megalkotó Lucasszal, az ötödik film rendezője James Mangold volt.
1992-ben jelent meg Az ifjú Indiana Jones kalandjai című televíziós sorozat, mely a szereplő gyermek- és fiatalkorának, illetve szüleinek a kalandjait mutatta be.

### Indiana Jones és a sors tárcsája (2023)

Országok, melyeket a filmvásznon Indiana Jones meglátogatott
Az elveszett frigyláda fosztogatói
A végzet temploma
Az utolsó kereszteslovag
A kristálykoponya királysága
A sors tárcsája

## Filmek
| Film                                          | Amerikai bemutató | Rendező          | Forgatókönyvíró                                                       | Sztori                                                                | Producer                                          |
| --------------------------------------------- | ----------------- | ---------------- | --------------------------------------------------------------------- | --------------------------------------------------------------------- | ------------------------------------------------- |
| Az elveszett frigyláda fosztogatói            | 1981. június 12.  | Steven Spielberg | Lawrence Kasdan                                                       | George Lucas és Philip Kaufman                                        | Frank Marshall                                    |
| Indiana Jones és a végzet temploma            | 1984. május 23.   | Steven Spielberg | Gloria Katz és Willard Huyck                                          | George Lucas                                                          | Robert Watts                                      |
| Indiana Jones és az utolsó kereszteslovag     | 1989. május 24.   | Steven Spielberg | Jeffrey Boam                                                          | Menno Meyjes és George Lucas                                          | Robert Watts                                      |
| Indiana Jones és a kristálykoponya királysága | 2008. május 22.   | Steven Spielberg | David Koepp                                                           | George Lucas és Jeff Nathanson                                        | Frank Marshall                                    |
| Indiana Jones és a sors tárcsája              | 2023. június 30.  | James Mangold    | David Koepp, James Mangold, Jez Butterworth és John-Henry Butterworth | David Koepp, James Mangold, Jez Butterworth és John-Henry Butterworth | Simon Emanuel, Frank Marshall és Kathleen Kennedy |

## Szereplők
| Szereplők                      | Film                               | Film              | Film                                   | Film                         | Film                                            | Televíziós sorozat                                                                                             | Televíziós sorozat                                                                                             |  |
| Szereplők                      | Az elveszett frigyláda fosztogatói | A végzet temploma | Az utolsó kereszteslovag               | A kristálykoponya királysága | A sors tárcsája                                 | Az ifjú Indiana Jones kalandjai                                                                                | Az ifjú Indiana Jones kalandjai                                                                                |  |
| Szereplők                      | Az elveszett frigyláda fosztogatói | A végzet temploma | Az utolsó kereszteslovag               | A kristálykoponya királysága | A sors tárcsája                                 | 1. évad | 2. évad |  |
| ------------------------------ | ---------------------------------- | ----------------- | -------------------------------------- | ---------------------------- | ----------------------------------------------- | --- | --- |  |
| Dr. Henry "Indiana" Jones, Jr. | Harrison Ford                      | Harrison Ford     | Harrison FordRiver Phoenix (fiatalon)  | Harrison Ford                | Harrison FordAnthony Ingruber (dublőr fiatalon) | Sean Patrick Flanery (16-21 évesen)Corey Carrier (8-10 évesen)George Hall (93 évesen)Harrison Ford (50 évesen) | Sean Patrick Flanery (16-21 évesen)Corey Carrier (8-10 évesen)George Hall (93 évesen)Harrison Ford (50 évesen) |  |
| Marcus Brody                   | Denholm Elliott                    |                   | Denholm Elliott                        | Denholm Elliott (fotó)       |                                                 | | |  |
| Sallah                         | John Rhys-Davies                   |                   | John Rhys-Davies                       | John Rhys-Davies (fotó)      | John Rhys-Davies                                | | |  |
| Marion Ravenwood               | Karen Allen                        |                   |                                        | Karen Allen                  | Karen Allen (cameo)                             | | |  |
| René Emile Belloq              | Paul Freeman                       |                   |                                        |                              |                                                 | | |  |
| Arnold Ernst Toht őrnagy       | Ronald Lacey                       |                   |                                        |                              |                                                 | | |  |
| Herman Dietrich ezredes        | Wolf Kahler                        |                   |                                        |                              |                                                 | | |  |
| Wilhelmina "Willie" Scott      |                                    | Kate Capshaw      |                                        | Kate Capshaw (fotó)          |                                                 | | |  |
| Wan "Picúr" Li                 |                                    | Ke Huy Quan       |                                        |                              |                                                 | | |  |
| Mola Ram                       |                                    | Amrish Puri       |                                        |                              |                                                 | | |  |
| Maharaja Zalim Singh           |                                    | Raj Singh         |                                        |                              |                                                 | | |  |
| Chattar Lal                    |                                    | Roshan Seth       |                                        |                              |                                                 | | |  |
| Henry Jones, Sr. professzor    |                                    |                   | Sean ConneryAlex Hyde-White (fiatalon) | Sean Connery (fotó)          | Sean Connery (fotó)                             | Lloyd Owen | Lloyd Owen |  |
| Walter Donovan                 |                                    |                   | Julian Glover                          |                              |                                                 | | |  |
| Dr. Elsa Schneider             |                                    |                   | Alison Doody                           |                              |                                                 | | |  |
| Ernst Vogel ezredes            |                                    |                   | Michael Byrne                          |                              |                                                 | | |  |
| Kazim                          |                                    |                   | Kevork Malikyan                        |                              |                                                 | | |  |
| Herman                         |                                    |                   | J. J. Hardy                            |                              |                                                 | | |  |
| Henry "Mutt" Jones III         |                                    |                   |                                        | Shia LaBeouf                 | Shia LaBeouf (fotó)                             | | |  |
| Irina Spalko                   |                                    |                   |                                        | Cate Blanchett               |                                                 | | |  |
| George "Mac" Michale           |                                    |                   |                                        | Ray Winstone                 |                                                 | | |  |
| Harold Oxley professzor        |                                    |                   |                                        | John Hurt                    |                                                 | | |  |
| Dovchenko ezredes              |                                    |                   |                                        | Igor Jijikine                |                                                 | | |  |
| Charles Stanforth dékán        |                                    |                   |                                        | Jim Broadbent                |                                                 | | |  |
| Helena Shaw                    |                                    |                   |                                        |                              | Phoebe Waller-BridgeHolly Lawton (fiatalon)     | | |  |
| Dr. Jürgen Voller              |                                    |                   |                                        |                              | Mads Mikkelsen                                  | | |  |
| Weber ezredes                  |                                    |                   |                                        |                              | Thomas Kretschmann                              | | |  |
| Klaber                         |                                    |                   |                                        |                              | Boyd Holbrook                                   | | |  |
| Mason ügynök                   |                                    |                   |                                        |                              | Shaunette Renée Wilson                          | | |  |
| Basil Shaw                     |                                    |                   |                                        |                              | Toby Jones                                      | | |  |
| Teddy Kumar                    |                                    |                   |                                        |                              | Ethann Isidore                                  | | |  |
| Hauke                          |                                    |                   |                                        |                              | Olivier Richters                                | | |  |
| Renaldo                        |                                    |                   |                                        |                              | Antonio Banderas (cameo)                        | | |  |
| Anna Mary Jones                | megemlítik a nevét                 |                   |                                        |                              |                                                 | Ruth De Sosa                                                                                                   | Ruth De Sosa                                                                                                   |  |
| Helen Seymour                  |                                    |                   |                                        |                              |                                                 | Margaret Tyzack                                                                                                | Margaret Tyzack                                                                                                |  |
| Remy Baudouin                  |                                    |                   |                                        |                              |                                                 | Ronny Coutteure                                                                                                | Ronny Coutteure                                                                                                |  |
| "T. E." Lawrence               |                                    |                   |                                        |                              |                                                 | Joseph A. Bennett                                                                                              | Douglas Henshall                                                                                               |  |

## Fordítás
- Ez a szócikk részben vagy egészben  az   Indiana Jones című angol Wikipédia-szócikk ezen változatának fordításán alapul.  Az eredeti cikk szerkesztőit annak laptörténete sorolja fel. Ez a jelzés csupán a megfogalmazás eredetét és a szerzői jogokat jelzi, nem szolgál a cikkben szereplő információk forrásmegjelöléseként.

## Lásd még
- Tomb Raider
- Uncharted
- Az elveszett ereklyék fosztogatói
- Titkok könyvtára